# Коно, Кадзутоки
Кадзутоки Коно (яп. 河野 一聡) — японский продюсер компьютерных игр, работающий в Bandai Namco Entertainment, известен как участник разработки серии игр Ace Combat. Кадзутоки также называют «одной из знаковых фигур в игроиндустрии» за его большой вклад в технологии разработки видеоигр. Кадзутоки в основном занимается играми в жанре симулятор, но никогда не считал их за таковых. Он говорит, что определение «симулятор» слишком скучное, что не сравнимо с его динамичными играми. В 2014 году Казутоки Коно посещал Москву; цель визита в столицу России Коно так и не назвал.

## Игры
| Год  | Название                       | Роль            |
| ---- | ------------------------------ | --------------- |
| 1996 | Rage Racer                     | Фоновая графика |
| 1997 | Ace Combat 2                   | Игровая графика |
| 1998 | R4: Ridge Racer Type 4         | Арт-директор    |
| 2001 | Ace Combat 04: Shattered Skies | Арт директор    |
| 2004 | Ace Combat 5: The Unsung War   | Режиссёр        |
| 2011 | Ace Combat: Assault Horizon    | Режиссёр        |
| 2014 | Ace Combat Infinity            | Продюсер        |
| 2019 | Ace Combat 7: Skies Unknown    | Продюсер        |